# Vincenzo Zanetti

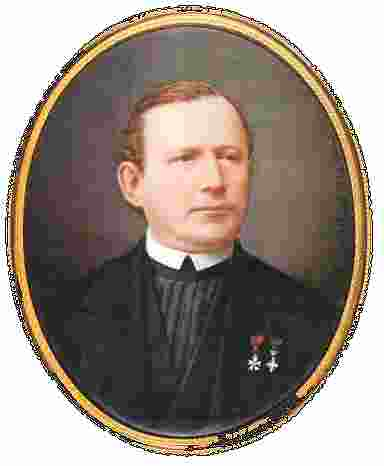

Vincenzo Zanetti (Murano, 17 aprile 1824 – Murano, 7 dicembre 1883) è stato un presbitero e storico italiano.

## Biografia
Nacque a Murano il 17 aprile 1824, da fanciullo lavorò come apprendista presso una fabbrica di conterie (suo padre Vettore era un maestro in conterie), ma sentendo subito la vocazione per il sacerdozio frequentò il Seminario patriarcale, dove venne ordinato sacerdote nel 1850. 
Finito il seminario si dedicò agli studi sulla storia ed, in particolare, della storia della sua isola e dell'industria vetraria.

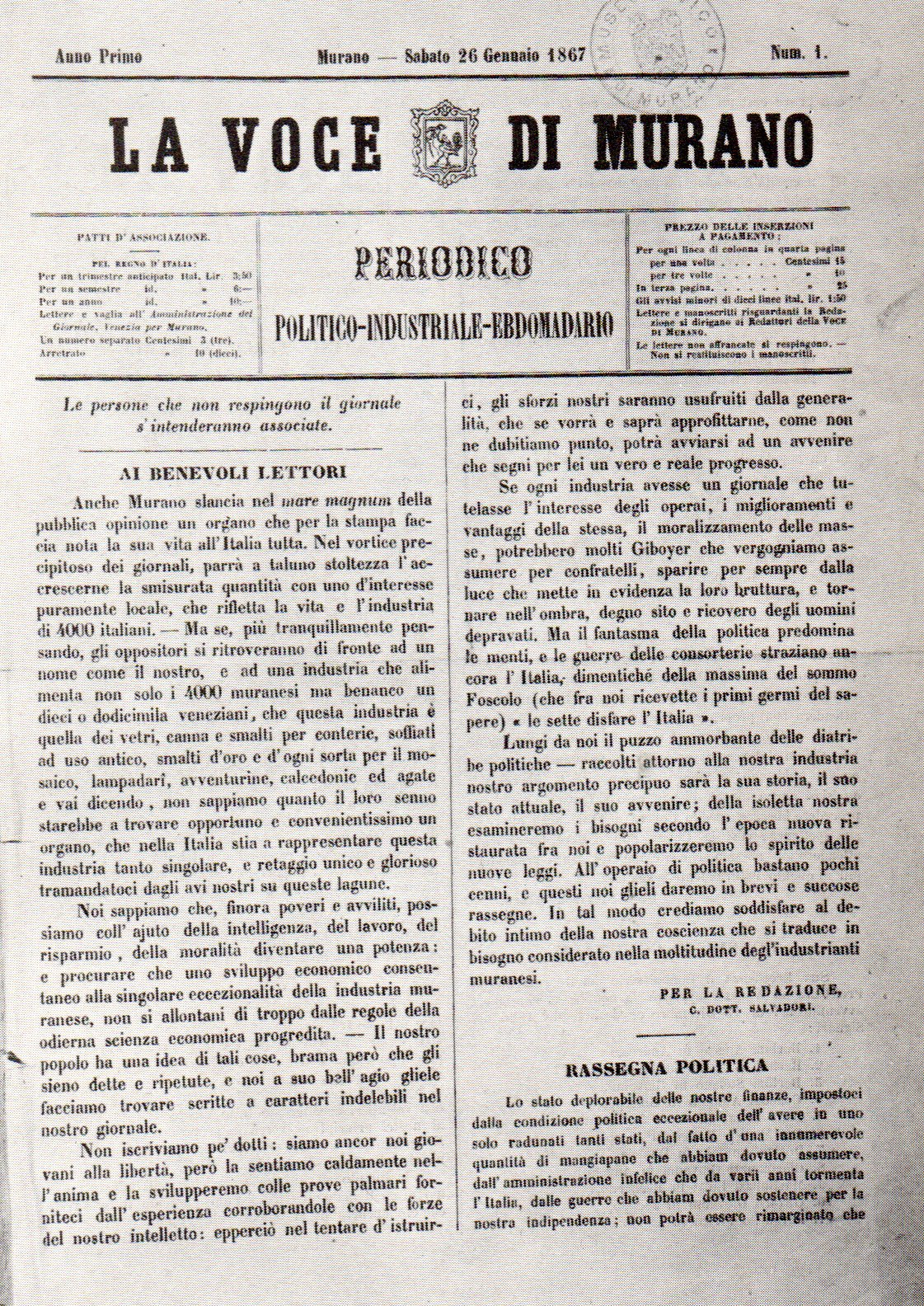
La Voce di Murano

Nel 1861  in una stanza del Palazzo Giustinian, sede del Comune, creò un piccolo Archivio storico, nel quale raccolse "mariegole, pergamene varie, manoscritti, libri riguardanti la nostra isola, le sue istituzioni, i nostri monumenti, i cittadini più illustri". In questo suo progetto fu sostenuto da Antonio Colleoni (1810 - 1885), primo sindaco di Murano rieletto più volte. Successivamente si adoperò perché, oltre all'archivio, venisse istituito un Museo Civico Vetrario, di cui lo Zanetti fu fondatore e poi direttore fino alla morte, che raccogliesse le testimonianze dell'arte del vetro attraverso i secoli, per ridare lustro all'arte vetraria e recuperare l’identità storica e artistica dell’isola e per riportare l’industria del vetro artistico, che stava attraversando una profonda crisi, ai suoi antichi splendori. Nel 1867 venne fondata  la Biblioteca popolare circolante di Murano,

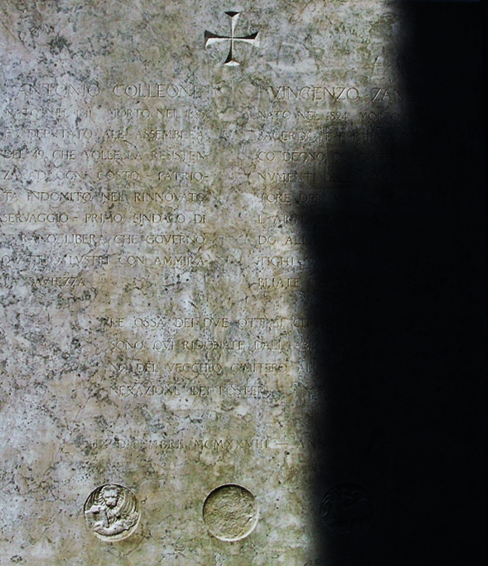
Tomba Colleoni Zanetti, Cimitero Murano

La sua opera di promozione dell'arte vetraria non si fermò al solo museo; nel 1862 ottenne il permesso di aprire una scuola di disegno applicato all'arte vetraria.
Per far conoscere e diffondere l'arte vetraria, che nei secoli passati aveva reso Murano famosa nel mondo organizzò, nel 1864 la prima Esposizione d'arte vetraria che si tenne nel Museo Civico Vetrario di Murano e che riscosse grande successo.
Partecipò con i suoi vetrai a Parigi nel 1867 alla Esposizione Universale; nel 1870 alle esposizioni di Londra e Roma; nel 1871 a quelle di Napoli, Milano, Vicenza, Torino, Trieste; nel 1830 alla esposizione di Vienna, nel 1878 all'Esposizione Universale di Parigi, nel 1870 all'Esposizione Nazionale di Torino e nel 1881 a quella di Milano.
La sua attività non si limitò a queste realizzazioni, fu uno dei fondatori nel 1867 del periodico La Voce di Murano, di cui fu direttore fino alla morte. Il periodico, oltre a notizie di cronaca locale, riportava i progressi tecnici conseguiti dagli artisti e dalle vetrerie dell'isola, diventando stimolo per l'industria vetraria nel suo complesso. 
La sua sapienza nelle arti e negli studi storici lo resero illustre a livello nazionale ed internazionale. Sono una novantina le sue pubblicazioni su Murano.
Dell'abate Zanetti è la biografia Degli studi e delle opere del pittore Sebastiano Santi, lettura fatta come socio all'Ateneo di Venezia il 22 giugno 1871, in cui si narra della vita di Sebastiano Santi, corredata dal catalogo cronologico dei 357 modelli dell'artista presenti nel Museo di Murano.
Ne 1866 fu insignito della Croce di Cavaliere dell'Ordine dei Ss. Maurizio e Lazzaro ed il governo francese nel 1878 gli conferì l'onorificenza del Cavalierato della Legion d'Onore.
Dopo una vita tanto operosa, morì quasi improvvisamente il 7 dicembre 1883, lasciando tutti i suoi averi al museo.
È sepolto nel cimitero di Murano assieme al sindaco Antonio Colleoni (1811-1885) in una tomba dove "LE OSSA DEI DUE OTTIMI CITTADINI SONO QUI RIDONATE DALL’ABBANDONO DEL VECCHIO CIMITERO ALLA VENERAZIONE DEI POSTERI". 
Sulla tomba dell'abate Zanetti una lapide: "VINCENZO ZANETTI / NATO NEL 1824 MORTO NEL 1883 / SACERDOTE ESEMPLARE STORI / CO DEGNO DEI FASTI E DEI MO / NUMENTI DELL’ISOLA. FONDA / TORE DEL MUSEO. RESUSCITO’ / L’ARTE DEL VETRO RILEVAN / DO ALLA PROGENIE DEGLI AN / TICHI MAESTRI LE OPERE O / BLIATE DEI PADRI".

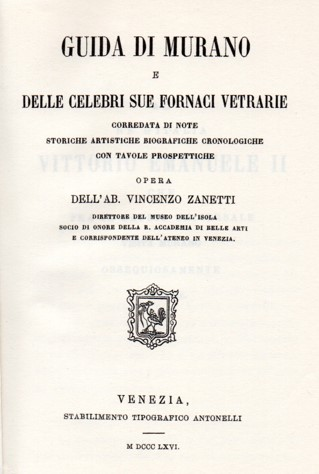
Abate Vincenzo Zanetti, Guida di Murano, 1866

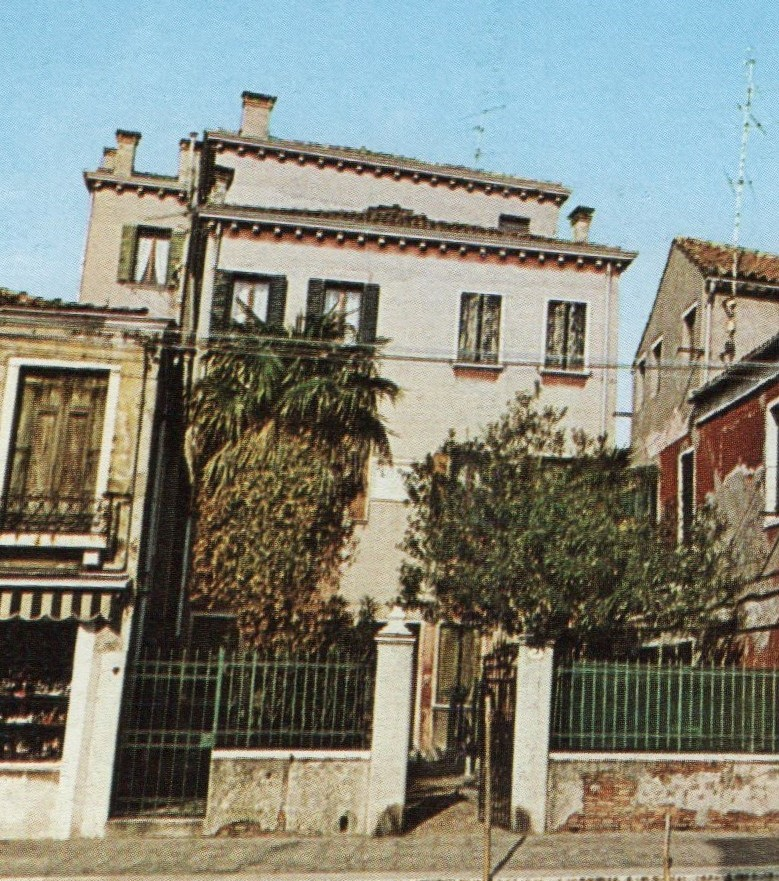
Casa natale dell'abate Zanetti, Murano, Fondamenta Vetrai, 97

Sulla facciata della casa dove nacque e visse l'abate Zanetti è stata posta una lapide ricordo che recita:
In questa casa
nacque
XVII aprile MDCCCXXIV
Vincenzo ab. cav. Zanetti
Qui la vita operosa
a pro della patria
si spense
VII dicembre MDCCCLXXXIII
Amici e Ammiratori
P.

## Opere
- Vincenzo Zanetti, Dell'istituzione dell'archivio comunale, Venezia, Tip. Naratovich, 1861.

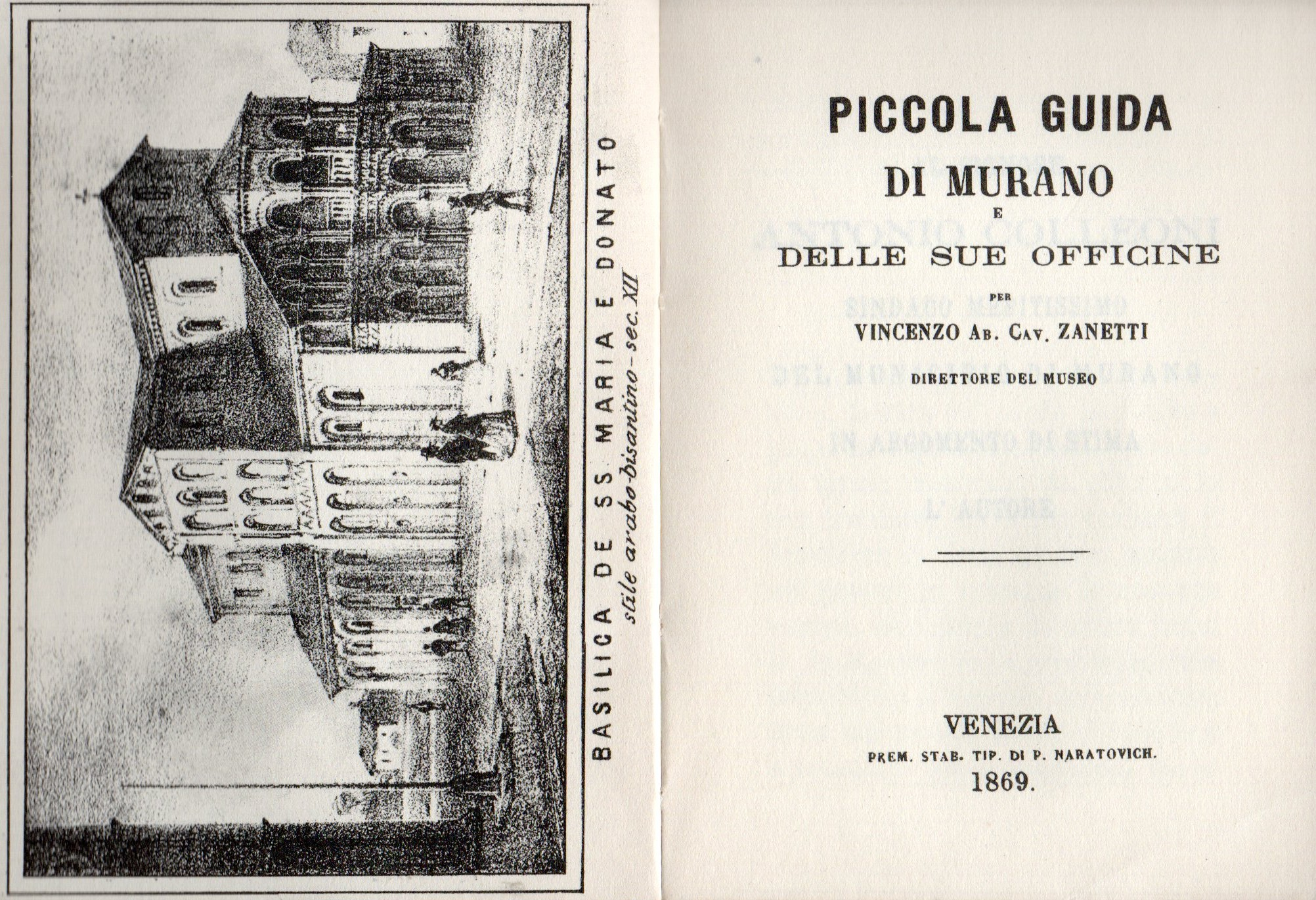
Abata Vincenzo Zanetti, Piccola guida di Murano, 1869

- Vincenzo Zanetti,  Del Monastero e della Chiesa di Santa Maria degli Angeli di Murano, memorie storiche con tavole, Venezia, Clementi, 1863.
- Vincenzo Zanetti, Guida di Murano e delle celebri sue fornaci vetrarie, Venezia, Stabilimento Tipografico Antonelli, 1866.
- Vincenzo Zanetti, Illustrazione della chiesa di S. Pietro Martire di Murano con la serie cronologica dei suoi parrochi, Venezia, Antonelli, 1866.
- Vincenzo Zanetti,  Memorie storiche di Murano, Venezia, Tip. Naratovich, 1868.
- Vincenzo Zanetti, Piccola guida di Murano, Venezia, Prem. Stab. Tip. Naratovich, 1869.
- Vincenzo Zanetti, Sonetti editi ed inediti, 1870.
- Vincenzo Zanetti, La famiglia Zorzi, Tip. Longo, 1871.
- Vincenzo Zanetti, Degli studi e delle opere del pittore Sebastiano Santi, Venezia, Tip. Longo, 1871
- Vincenzo Zanetti, L'antico battistero e la vasca battesimale nella basilica dei Ss. Maria e Donato di Murano, "Archivio Veneto", vol. IV. Venezia, 1873,  pp. 319-324.
- Vincenzo Zanetti,  Il museo di Murano, Venezia, Tip. Cecchini, 1873,
- Vincenzo Zanetti, Monografia della vetreria veneziana e muranese, 1874.
- Vincenzo Zanetti, Di una vera o sponda marmorea di un pozzo di stie arabo-bizantino esistente a Murano, "Archivio Veneto," vol. XI, p. I, Venezia, 1876, pp. 92-101.
- Vincenzo Zanetti, Sull'unione di Murano a Venezia, Venezia, Tip. Longo, 1877.
- Vincenzo Zanetti, La Basilica dei Ss. Maria e Donato, 1879.
- Vincenzo Zanetti, Le grandi lastre di marmo greco nel pavimento tessulare della basilica dei Ss. Maria e Donato, "Archivio Veneto", vol, XVI, p. II, Venezia, Tip. Visentin, 1878, pp. 319-324.
- Vincenzo Zanetti, Delle medaglie di Murano denominate oselle, con tavole, aggiunte, rettifiche e correzioni, Monografia, Venezia, Tip. Longo,1881.
- Vincenzo Zanetti, Il museo civico vetrario di Murano, Venezia, Tip. Longo, 1881.
- Vincenzo Zanetti, Il libro d'oro di Murano, Venezia, Tipolitografia Fontana, 1883.
- Vincenzo Zanetti, La Voce di Murano, giornale dell'industria vetraria che ha diretto dal 1867 al 1883.